# Herbert Komm
Herbert Komm (* 23. April 1909; † 1993) war ein deutscher Jurist und Arbeitsrechtler.

## Leben
Nach dem Studium der Rechtswissenschaft in Berlin und dem Assessor-Examen 1936 arbeitete er in der gewerblichen Wirtschaft.
Im Zweiten Weltkrieg (1939 bis 1945) wurde er zum Militärdienst in die Wehrmacht eingezogen und kam später in Ägypten in britische Kriegsgefangenschaft. Dort lernte er Wolfgang Abendroth und andere aus der Strafdivision 999 der Wehrmacht kennen. Gemeinsam waren sie an politischer Schulung beteiligt, um Menschen auszubilden und auf die Verwaltungsarbeit vorzubereiten, die nach der Niederlage des Krieges, die sich bereits abzeichnete, bereit waren, ein demokratisches Deutschland zu schaffen. Nach dem Krieg bestand weiterhin die Freundschaft mit Wolfgang Abendroth.
Herbert Komm war ab 1947 am Amtsgericht Wedding, beim Berliner Magistrat und beim Landesarbeitsgericht tätig. Von 1959 bis zur Pensionierung war er Präsident des Landessozialgerichts Berlin.
Herbert Komm war von 1968 bis 1974 Präsident der Internationalen Liga für Menschenrechte e.V. (ILMR) und bis 1981 in der Liga aktiv.